# The Devil's Toy (film 1916)
The Devil's Toy è un film muto del 1916 diretto da Harley Knoles.

## Produzione
Il film fu prodotto dalla Premo Film Corporation.

## Distribuzione
Distribuito dalla Equitable Motion Pictures Corporation e dalla World Film, il film uscì nelle sale cinematografiche statunitensi il 6 marzo 1916.